# Daemyung Killer Whales
I Daemyung Killer Whales sono una squadra di hockey su ghiaccio della città di Incheon, che milita nell'Asia League Ice Hockey. La squadra è stata fondata nel 2016 e gioca le sue partite al Seonhak Ice Rink.